# کانتابری
مقالات مرتبط: گسترش روم در آیبریا، سلتیبری‌ها

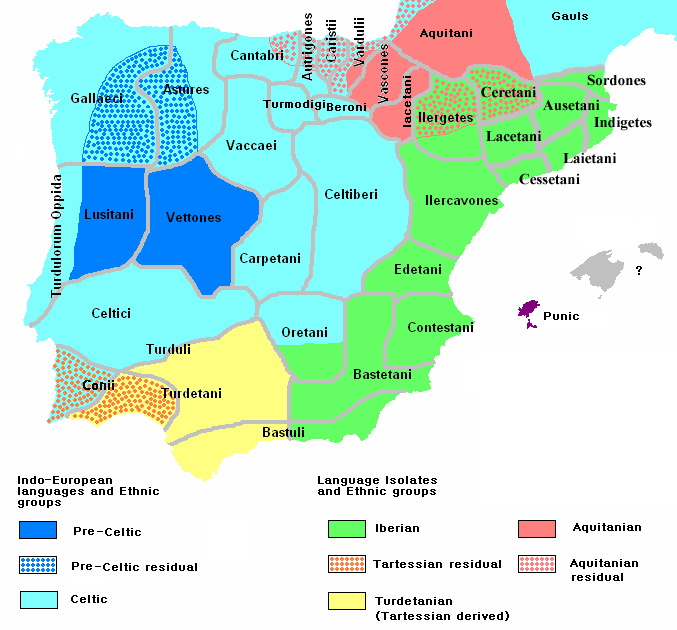
در نقشه مکان قبیله کانتابری در ناحیه شمال آیبری در سرزمین‌های سلتیبری واقع شده‌است.

کانتابری‌ها یا مجموعه قبایل کانتابری (به یونانی: Καντάβροι، (Kantabroi))، در دوران باستان، پیش از یورش روم و کارتاژ ،فدراسیونی قبیله ای و بزرگ بودند که در حدود قرن پنجم قبل از میلاد در منطقه ساحلی شمالی شبه جزیره ایبری زندگی می‌کردند. این مردمان و قلمروهای آنها در سال ۱۹ قبل از میلاد، در پی جنگ‌های کانتابریایی، به استان رومی هیسپانیا تاراکوننسیس ملحق شدند.
کانتابری‌ها مردمی سلتیبری بودند که در ناحیه مرزی آیبریا در مجاورت آکویتانیایی‌ها در شمال شرقی، آئوتریگونها در شرق،
تورمودیجی و واکائه در جنوب و کنفدراسیون آستورِس در غرب می‌زیستند.

## واژه‌شناسی
کانتابری شکل لاتینیزه شده از یک نام محلی است که به معنای "بلندی" است و از ریشه بازسازی شده کانت (*cant) ("به معنی کوه") در لیگوری باستان گرفته شده‌است. اما در منابع قرون وسطی و همچنین دوره مدرن، این نام معمولاً به باسک‌ها اشاره دارد.